# ویلکوو (شهرستان نامیسووف)
ویلکوو (به لاتین: Wilków) یک روستا در لهستان است که در گمینا ویلکوو (استان اوپوله) واقع شده‌است. ویلکوو ۹۰۰ نفر جمعیت دارد.